# Hyperphrona abdominalis
Hyperphrona abdominalis är en insektsart som beskrevs av Bruner, L. 1915. Hyperphrona abdominalis ingår i släktet Hyperphrona och familjen vårtbitare. Inga underarter finns listade i Catalogue of Life.